# 빅스 베이포럽

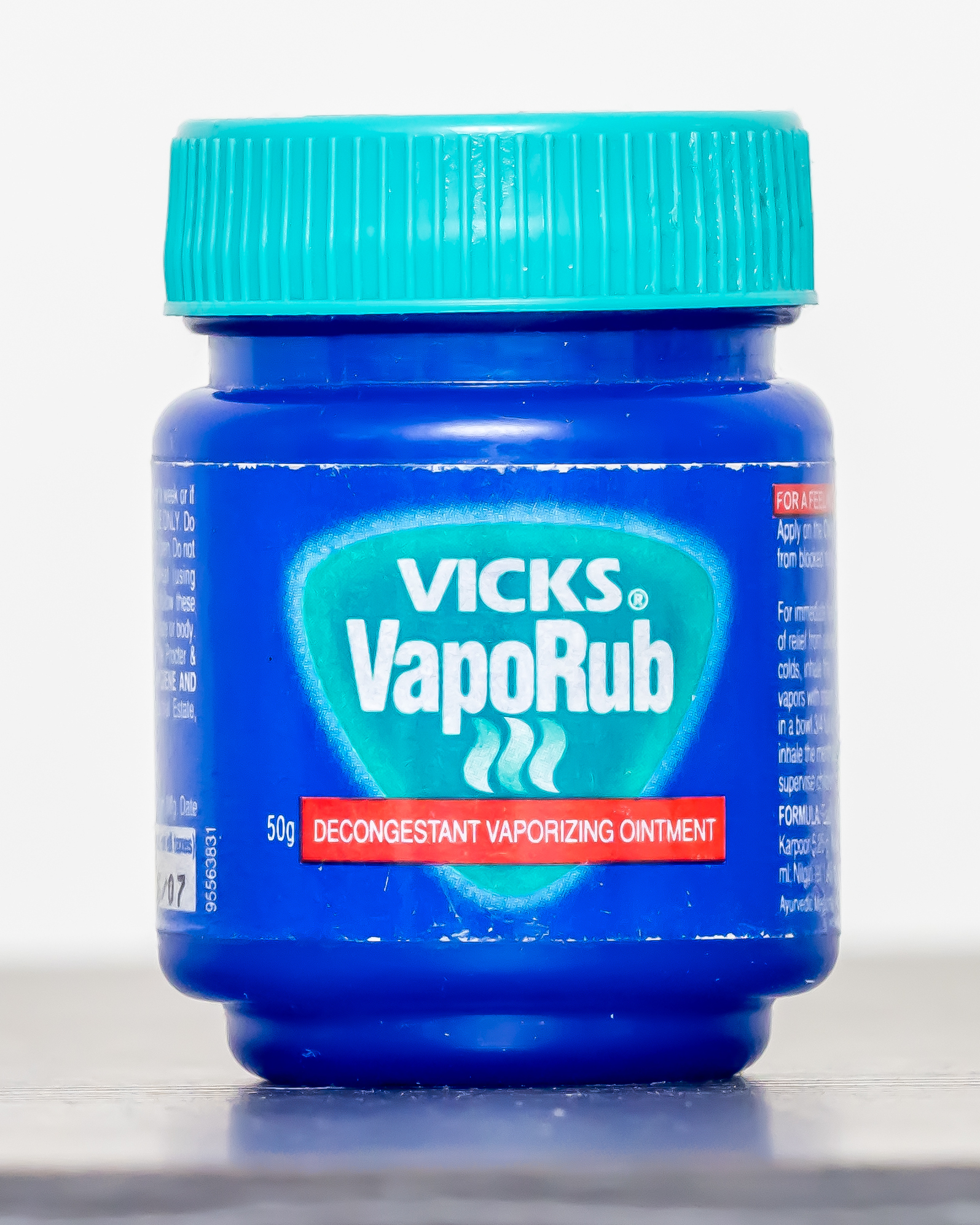
빅스 베이포럽

빅스 베이포럽(Vicks VapoRub)는 멘톨 성분이 포함된 국소용 연고로, 미국의 소비재 기업 프록터 앤 갬블이 소유한 비약(브랜드명: 빅스)의 일반의약품 중 하나
이 제품은 기침 완화를 위해 가슴, 등, 목 부위에 바르거나, 가벼운 근육통 및 관절통 완화를 위해 해당 부위에 사용하는 것을 목적으로 한다. 사용자들은 주로 잠들기 직전에 바르는 경우가 많다.
1905년에 처음 판매되었으며, 당시에는 미국 노스캐롤라이나주 그린즈버러에 기반을 둔 가족 소유 기업인 리처드슨 비크스에서 제조되었다. 이 회사는 1985년에 프록터 앤 갬블에 인수되었으며, 현재는 비크스라는 이름으로 알려져 있다.
인도와 멕시코에서도 생산 및 포장되고 있다. 독일어권 국가들(스위스를 제외)에서는 상표명이 오해를 불러일으킬 수 있는 이유로 윅 베이포럽(Wick VapoRub)라는 이름으로 판매된다. 이는 빅스(Vicks)라는 철자가 독일어 발음상 외설적인 단어와 발음이 같기 때문이다.
현재도 비크스 브랜드의 대표 제품으로 전 세계적으로 판매되고 있으며, 일부 지역에서는 빅스(Vicks)라는 이름이 곧 이 제품을 지칭하는 말로 통용되기도 한다.

## 사용법
베이포럽는 뜨거운 증기와 함께 흡입하는 방식으로도 사용될 수 있다. 그러나 기름 성분을 포함한 제품은 잘못 사용하면 폐로 들어갈 수 있어 주의가 필요하다.
동물 실험에서는, 페렛의 기관에 베이포럽를 직접 바른 결과, 수용성 윤활제에 비해 점액 생성이 증가하는 것으로 나타났다. 이 연구들 가운데 하나는 베이포럽의 성분이 자극을 유발할 수 있기 때문에, 사람의 경우에도 기도 염증과 점액 분비를 촉진시켜, 특히 기도가 좁은 영유아에게 호흡 곤란을 유발할 가능성이 있다는 점을 지적하고 있다.
펜실베이니아 주립대학의 한 연구에서는, 베이포럽가 일반 바셀린보다 기침과 코막힘을 완화하는 데 효과적이며, 특히 아이들과 성인의 수면에 도움을 준다는 결과가 나왔다. 그러나 같은 연구에서, 바셀린 위약과 달리 베이포럽는 피부(28%), 코(14%), 눈(16%)에 화끈거리는 느낌을 유발한다는 보고가 있었고, 사용자의 5%는 발진이나 홍반 등의 피부 반응을 경험했다. 다만, 이 연구의 제1저자는 베이포럽 제조사인 프록터 앤 갬블로부터 자문료를 받고 있는 인물이다.
1994년에 수행된 또 다른 연구에서는, 멘톨과 캠퍼가 기니피그의 기침을 억제하는 데 효과적이라는 결과도 보고되었다. 또한 티몰 오일이 손발톱 무좀을 줄이거나 완화하는 데 도움이 될 수 있다는 주장이 있지만, 사람을 대상으로 한 임상 연구는 아직 이루어지지 않았다.
일부 운동선수들은 호흡 기능 향상을 위해 가슴에 베이포럽의 바르기도 한다.

## 일부 국가

### 일본
초기에는 일본 빅스에서 판매되었으나, 해당 회사는 1985년에 P&G 산하에 편입되었고, 1988년에 프록터 앤드 갬블 헬스케어로 사명을 변경하였다. 그 후 2002년에 기침 완화용 드롭 '빅스 메디케이티드 드롭'과 함께 다이쇼제약으로 사업이 양도되었으나, 현재도 '빅스'라는 이름을 붙여 판매되고 있다.

### 대한민국
대한민국에서 빅스 베이포럽이 공식적으로 출시되거나 판매되고 있지 않다.